# Nowo seło (obwód Błagojewgrad)
Nowo seło (bułg. Ново село) – dawna wieś w południowo-zachodniej Bułgarii, w obwodzie Błagojewgrad, w gminie Kresna. Według danych Narodowego Instytutu Statystycznego jest niezamieszkana. Od 6 listopada 2012 roku podlega administracyjnie pod obszar miasta Kresna